# Peluda (monstre)
La Peluda (també coneguda com La Velue - «La Peluda» en francès) era un suposat monstre mitològic o drac que terroritzava la Ferté-Bernard, a França. Es deia que voltava pel riu Huisne.
Es deia que era de la grandària d'un toro i tenia cap de serp. El seu cos era rodó i estava cobert de pelatge verd, i tenia agullons, la picada dels quals era mortal. Les seves potes eren amples, similars a les d'una tortuga d'aigua dolça. Tenia cua de serp, amb la qual podia matar a persones i animals.

## En la cultura popular
- El monstre apareix esmentat a El llibre dels éssers imaginaris[2] de Jorge Luis Borges.
- L'enemic final de Chrono Trigger, de Squaresoft, Lavos, s'inspira en la Peluda.[3]